# Кевін Діллон
Кевін Діллон (англ. Kevin Dillon; нар. 19 серпня 1965) — американський актор.

## Біографія
Кевін Діллон народився 19 серпня 1965 року в місті Мамаронек, штат Нью-Йорк. Батько Пол Діллон — художник-портретист, мати Мері Еллен — домогосподарка. У Кевіна є п'ять братів і сестер, серед яких старший брат — актор Метт Діллон. Кевін знімався у таких фільмах, як «Взвод» (1986), «Дистанційне керування» (1988), «Крапля» (1988), «Узи споріднення» (1989), «The Doors» (1991). Виконав роль Джонні Чейза в комедійному телесеріалі «Антураж». За цю роль був номінований на премію «Золотий глобус» (2008) і тричі на премію «Еммі» (2007, 2008, 2009).

## Особисте життя
21 квітня 2006 року Кевін одружився з Джейн Стюарт, у них народилася дочка Ава (17 травня 2006). Також у нього є старша дочка Емі (1991) від попередніх стосунків.

## Фільмографія
| Рік       |    | Українська назва                        | Оригінальна назва                       | Роль                 |
| --------- | -- | --------------------------------------- | --------------------------------------- | -------------------- |
| 1985      | ф  | Так допоможуть нам небеса!              | Heaven Help Us                          | Руні                 |
| 1986      | ф  | Загін «Дельта»                          | The Delta Force                         | солдат загону Дельта |
| 1986      | ф  | Взвод                                   | Platoon                                 | Банні                |
| 1987      | тф | Дорога Америка: Листи додому з В'єтнаму | Dear America: Letters Home from Vietnam | Джек                 |
| 1988      | ф  | Дистанційне керування                   | Remote Control                          | Космо                |
| 1988      | ф  | Крапля                                  | The Blob                                | Браян Флегг          |
| 1988      | ф  | На стежці війни                         | War Party                               | Скітті Гарріс        |
| 1989      | ф  | Узи споріднення                         | Immediate Family                        | Сем                  |
| 1991      | ф  | The Doors                               | The Doors                               | Джон Денсмор         |
| 1992      | ф  | Нічний відбій                           | A Midnight Clear                        | капрал Мел Авакян    |
| 1993      | с  | Байки зі склепу                         | Tales from the Crypt                    | Лнс Вілтон           |
| 1996      | тф | Зникла в ночі                           | Gone in the Night                       | Девід Довалібі       |
| 1997      | ф  | Убивчий вечір                           | Stag                                    | Ден Кейн             |
| 1998      | ф  | Дитя вбивці                             | Misbegotten                             | Біллі Крепшут        |
| 1999      | ф  | Таємний план                            | Hidden Agenda                           | Девід Маклін         |
| 1998—2000 | с  | Поліція Нью-Йорка                       | NYPD Blue                               | офіцер Ніл Бейкер    |
| 2000—2002 | с  | Це життя                                | That's Life                             | Пол Делюкка          |
| 2003      | с  | 24                                      | 24                                      | Лонні Макрі          |
| 2003      | с  | Карен Сіско                             | Karen Sisco                             | Боб Салчек           |
| 2004      | в  | У пошуках крові                         | Out for Blood                           | Генк Голтен          |
| 2004—2011 | с  | Антураж                                 | Entourage                               | Джонні «Драма» Чейз  |
| 2006      | вг | Scarface: The World Is Yours            | Scarface: The World Is Yours            |                      |
| 2006      | ф  | Посейдон                                | Poseidon                                | Везунчик Ларрі       |
| 2009      | ф  | Готель для собак                        | Hotel for Dogs                          | Карл Скаддер         |
| 2011—2012 | с  | Як стати джентльменом                   | How to Be a Gentleman                   | Берт Лансінг         |
| 2013      | ф  |                                         | Compulsion                              | Фред                 |
| 2014      | ф  |                                         | The Throwaways                          | Ден Фішер            |
| 2015      | ф  | Антураж                                 | Entourage                               | Джонні «Драма» Чейз  |
| 2015—2016 | мс | ТріпТанк                                | TripTank                                | Френкі / Вінні       |
| 2017—2018 | мс | Блакитна кров                           | Blue Bloods                             | Джиммі О'Ші          |
| 2018      | ф  |                                         | Dirt                                    | Рік                  |
| 2019      | ф  |                                         | The Buddy Games                         | Док                  |
| 2022      | ф  | В ефірі                                 | On the Line                             | Джастін              |
| 2024      | ф  | Рейган                                  | Reagan                                  | Джек Ворнер          |